# Tadeusz Różewicz
Tadeusz Różewicz (9 d'octubre de 1921, Radomsko, Polònia − 24 d'abril de 2014, Wrocław, Polònia) fou un poeta, dramaturg i escriptor polonès.
Różewicz pertany a la primera generació nascuda i educada després que Polònia hagués retrobat la seva independència l'any 1918. Els seus poemes de joventut van ser publicats l'any 1938. Durant la Segona Guerra Mundial, com el seu germà Janusz (poeta, també), fou membre de la resistència polonesa.
Janusz Różewicz fou executat per la Gestapo el 1944. Tadeusz, supervivent de la guerra, obtingué el batxillerat després de 1945 i feu els seus estudis (que no acabà) d'història de l'art a la Universitat de Cracòvia.
Des de 1968 visqué a Wrocław. Va escriure una quinzena d'obres de teatre i és considerat com un dels millors poetes polonesos de la postguerra i un dels dramaturgs més innovadors.
Ha estat traduït al català per Josep Antoni Ysern.

## Premis i reconeixements
- Premi austríac de literatura europea